# Callum Irving
Pour les articles homonymes, voir Irving.
Callum Irving, né le 16 mars 1993 à Vancouver au Canada, est un joueur international canadien de soccer, qui joue au poste de gardien de but au Vancouver FC en Première ligue canadienne.

## Biographie

### Parcours en club
Entre 2012 et 2015, il joue en NCAA avec l'équipe de son université, l'université du Kentucky. Il passe également deux saisons en PDL, jouant pour les Whitecaps de Vancouver des moins 23 ans en 2010 et 2011.
Le 13 janvier 2016, il signe un contrat avec la Major League Soccer avant le MLS SuperDraft de 2016. Cependant, aucune franchise de la MLS n'a sélectionné le joueur au cours des quatre tours. Puis, le 26 mars, il signe un contrat avec la franchise de United Soccer League, le Rio Grande Valley FC.
Le 16 septembre, il signe un prêt à court terme au Dynamo de Houston, après les blessures de Tyler Deric et Calle Brown. Puis, le 6 décembre, il signe un contrat avec la franchise de United Soccer League, le Fury d'Ottawa.

### Parcours en sélection
Callum Irving compte une sélections avec l'équipe du Canada depuis 2017.
Le 2 janvier 2016, il est convoqué pour la première fois en équipe du Canada par le sélectionneur national Benito Floro, pour un match amical contre les États-Unis, mais n'entre pas en jeu. 
Le 22 janvier 2017, il honore sa première sélection contre les Bermudes en amical. Il commence la rencontre comme titulaire, et sort du terrain à la 46e minute de jeu, en étant remplacé par Sean Melvin. Le match se solde par une victoire 4-2 des Canadiens.